# Andrena mollissima
Andrena mollissima är en biart som beskrevs av Warncke 1975. Andrena mollissima ingår i släktet sandbin, och familjen grävbin. Inga underarter finns listade i Catalogue of Life.